# Бондар Христина Анатоліївна
Христи́на Анато́ліївна Бо́ндар (13 січня 1997) — українська і румунська самбістка, чемпіонка Європи і України, багаторазова фіналістка і призерка світових і континентальних першостей із самбо. Майстер спорту України.

## Життєпис
Займатися самбо розпочала у 12 років під керівництвом тренера Вахіда Сабірова.
У 2016 році перемогла на молодіжному чемпіонаті світу із самбо в Тулузі (Франція).
У 2019 році на чемпіонаті Європи із самбо у Хіхоні (Іспанія) виборола бронзову медаль.
У 2020 році на чемпіонаті світу із самбо у Новий Сад (Сербія) виборола бронзову медаль.
У 2021 році на чемпіонаті Європи із самбо в Лімасолі (Кіпр) виборола золоту медаль, перемігши у фіналі білоруску Альону Купаву.
У 2022 році змінила спортивне громадянство на румунське. Відтоді виборола для Румунії срібло світової та два срібла європейської першостей.
Закінчила Глухівський національний педагогічний університет імені О. Довженка.